# تپه خزل گره چغا
تپه خزل گره چغا مربوط به دوران پیش از تاریخ ایران باستان تا دوران‌های تاریخی پس از اسلام است و در فیروزان، ۵/۱ کیلومتری جنوب شرقی شهر واقع شده و این اثر در تاریخ ۲۴ اسفند ۱۳۸۳ با شمارهٔ ثبت ۱۱۴۵۴ به‌عنوان یکی از آثار ملی ایران به ثبت رسیده است.